# Luiz Carlos Lacerda
Luiz Carlos Lacerda de Freitas (Rio de Janeiro, 15 de julho de 1945) é um diretor de cinema brasileiro.

## Biografia
Filho do produtor João Tinoco de Freitas (1908/1999), Luiz Carlos Lacerda começou no cinema em 1965 como assistente de direção de Ruy Santos. Estreou na direção com Mãos Vazias, em 1971, uma adaptação do romance homônimo de Lúcio Cardoso, em que aborda a questão da mulher na sociedade brasileira. Mas seu maior sucesso veio em 1987 com a versão para o cinema da história da grande atriz Leila Diniz que teve como título o nome de ela, interpretada por Louise Cardoso. 
Realizou e roteirizou cerca de 30 curtas sobre personagens da cultura brasileira como Nelson Pereira; Lucio Cardoso ;Cecilia Meireles; Ernesto Nazareth; Antonio Parreiras; Quirino Campofiorito; Walmir Ayala; Oduvaldo Viana Filho; Alex Viany; Anisio Medeiros; Paulo Vilaça; Arduino Colasanti; Vatenor; Julio Paraty; Ze Tarcisio; Angelo Agostini; Mario Faustino e Alair Gomes. 
Lacerda também é guionista e diretor de filmes publicitários, seriados e produziu novelas para a TV. Seus últimos filmes como diretor de cinema foram For All – O Trampolim da Vitória em 1997, uma história no estilo chanchada, sobre a presença do exército americano na cidade de Natal durante a Segunda Guerra Mundial, Viva Sapato! uma co-produção com a Espanha filmada no Rio e em Havana, e Introdução à Música do Sangue, em 2015. 
Autor do texto introdutório da música Esse cara / Bodas de prata de Caetano Veloso, Roberto Martins e M. Rossi: 
("Mora comigo na minha casa um rapaz que eu amo. Aquilo que ele não me diz porque não sabe, vai me dizendo no seu corpo que dança para mim. Ele me adora e eu vejo através dos seus olhos um menino que aperta o gatilho do coração sem saber o nome do que pratica. Ele me adora e eu o gratifico só com os olhos que o vejo. Corto todas as cebolas da casa, arrasto os móveis, incenso. Ele tem medo de dizer que me ama. E me aperta e mão, e me chama de amiga...). 
Tem sido professor do curso de cinema da Escola Internacional de Cinema de Cuba  e da Universidade Estácio de Sá.

## Filmografia
- Mãos Vazias - 1971
- Como Era Freak O Meu Vale - 1972
- O Sereno Desespero (curta-metragem) - 1973
- O Princípio do Prazer - 1979
- República dos Assassinos - 1979
- Leila Diniz[4] - 1987
- A Princesa Xuxa e os Trapalhões - 1989
- For All - O Trampolim da Vitória - 1997
- Parada GLBT Rio 2002 (curta-metragem) - 2002
- El sexo lo cambia todo - 2003
- A Morte de Narciso (documentário) - 2003
- Viva Sapato - 2004
- Ze.com (documentário - 2006
- Vida Vertiginosa (curta-metragem) - 2009
- Casa 9 (documentário) - 2011
- A Mulher de Longe (documentário) - 2012
- Introdução à Música do Sangue - 2015